# Varlamivka, Bobrîneț
Varlamivka (în ucraineană Варламівка) este un sat în comuna Bobrînka din raionul Bobrîneț, regiunea Kirovohrad, Ucraina.

## Demografie
Componența lingvistică a localității Varlamivka
     Ucraineană (94,64%)
     Belarusă (3,57%)
Conform recensământului din 2001, majoritatea populației localității Varlamivka era vorbitoare de ucraineană (94,64%), existând în minoritate și vorbitori de belarusă (3,57%).